# Грб Тирола
Грб Тирола је званично одобрен 1946. године.
Срж покрајине Тирол настало је око села Тирол, које се сад налази у Јужном Тиролу у Италији. Кнежевина Тирол је формирана током 12. и 13. века, а већ 1363. године постала је посед Хабзбуршке породице, који су се током наредних векова проширили на ове територије. Године 1809. Тирол је подељен између Баварске, Италије и Француске, да би већ 1814. године цео Тирол постао аустријски. Године 1918. Јужни Тирол постао је део Италије.
Орао Тирола се први пут појављује на печатима Тиролске грофовије из 1205. године. Такође, 1250. године, овај грб се појављује и на њеним кованицама. Најстарији грб у боји датира из 1340. и 1416. године, где се појављује и круна. Ловоров венац појављује се од 1567. године, а од тад грб се није битније мењао.
Значење грба, међутим није сасвим јасно. Орао је већ коришћен и од стране других грофовија, али вероватно да би се разликовао од других грбова, Тиролци су на свој грб додали златну кривину са тролистом на њеним завршецима. Круна вероватно симболизује важност Хабзбуршке породице као краљева и царева Светог римског царства.